# Confédération du Rhin
Ne doit pas être confondu avec Ligue du Rhin.
12 juillet 1806 – 19 octobre 1813
(7 ans, 3 mois et 7 jours)
Entités précédentes :
- Saint-Empire romain germanique

Entités suivantes :
- Confédération germanique

La confédération du Rhin (en allemand : Rheinbund), officiellement les États confédérés du Rhin, est une confédération d'États satellites de l'Empire français entre 1806 et 1813, formée par Napoléon Ier à la suite de sa victoire à Austerlitz sur l'Autriche et la Russie.
Constituée à l'origine de seize États allemands, elle précède de quelques semaines la dissolution du Saint-Empire romain germanique, auquel l'empereur François II, à la suite d'un ultimatum de Napoléon, doit se résigner, plusieurs États membres ayant en outre déclaré peu de temps après leur adhésion qu'ils se retiraient du Saint-Empire. La Confédération compte ultérieurement 35 États, regroupant 15 millions de sujets et fournissant ainsi un avantage stratégique significatif à la France sur ses frontières orientales, avec la mise à disposition de troupes pour les campagnes de la Grande Armée.

## Formation

Présentation de la structure de la confédération, fondée sur le traité de 1806

Le recès d'Empire (en allemand Reichsdeputationshauptschluss) fut une résolution de la dernière séance de la Diète d'Empire du 25 février 1803 à Ratisbonne qui concrétisait la médiatisation des principautés ecclésiastiques et de la plupart des villes libres de l'Empire au profit des États princiers.
Le 12 juillet 1806, à la signature du traité de la confédération du Rhin, seize États quittent le Saint-Empire et forment la Confédération (appelée dans le traité « États confédérés du Rhin »). Napoléon Ier en est le « protecteur ». Le 6 août 1806, François II abdique de son titre d'empereur élu d'Allemagne et dissout le Saint-Empire romain germanique fondé en 962 par Otton Ier.
Dans l'année qui suit, 23 autres États allemands rejoignent la Confédération. Seuls l'Autriche, la Prusse, le Holstein et la Poméranie suédoise restent en dehors. Charles-Théodore de Dalberg, devenu grand-duc de Francfort et allié de Napoléon, devient président et prince primat de la Confédération.
Deux États reviennent à des membres de la famille Bonaparte, le grand-duché de Berg dévolu à Joachim Murat, époux de Caroline Bonaparte, sœur de Napoléon Ier, et le royaume de Westphalie créé pour Jérôme Bonaparte. Napoléon cherche à entrer dans le cercle restreint des familles royales en mariant ses proches aux membres des maisons souveraines allemandes.
La Confédération est surtout une alliance militaire. Les États membres doivent fournir à la France un nombre important de soldats. En retour, les États sont agrandis — notamment au détriment des principautés épiscopales et des villes libres — et reçoivent des statuts plus élevés : Bade, Hesse, Clèves et Berg sont transformés en grands-duchés. Le Wurtemberg, la Bavière puis la Saxe sont érigés en royaumes. Pour leur coopération, certains États incorporent des petits domaines impériaux. Beaucoup d'États petits et moyens rejoignent la Confédération, qui connaît son apogée territoriale en 1808. Elle comprend quatre royaumes, cinq grands-duchés, treize duchés, dix-sept principautés et les villes hanséatiques de Hambourg, Lübeck et Brême[réf. nécessaire].
La principauté d'Erfurt, située au centre de la Confédération, n'en a jamais fait partie. Elle a été subordonnée à l'Empire français en 1806 après la défaite de Prusse à la bataille d'Iéna.

## Réformes dans la Confédération
Selon le traité, la Confédération aurait dû être gouvernée par une constitution commune, mais les différents États (en particulier les plus grands) préfèrent garder leur souveraineté. Pour réaliser des réformes intérieures dans les États de la Confédération, Napoléon place certains États sous son contrôle direct comme le grand-duché de Berg (confié à son beau-frère Joachim Murat) ou le Royaume de Westphalie (confié à son frère Jérôme Bonaparte) afin qu'ils aient un rôle de modèle auprès des autres États de la Confédération. Ces États sont organisés plus ou moins selon le modèle français, considéré comme exemplaire. Si quelques différences existaient par rapport à l'administration des anciens territoires français, c'est dans ces États que les réformes sociales, administratives et judiciaires furent les plus semblables de celles réalisées en France depuis 1789.

## Évolution

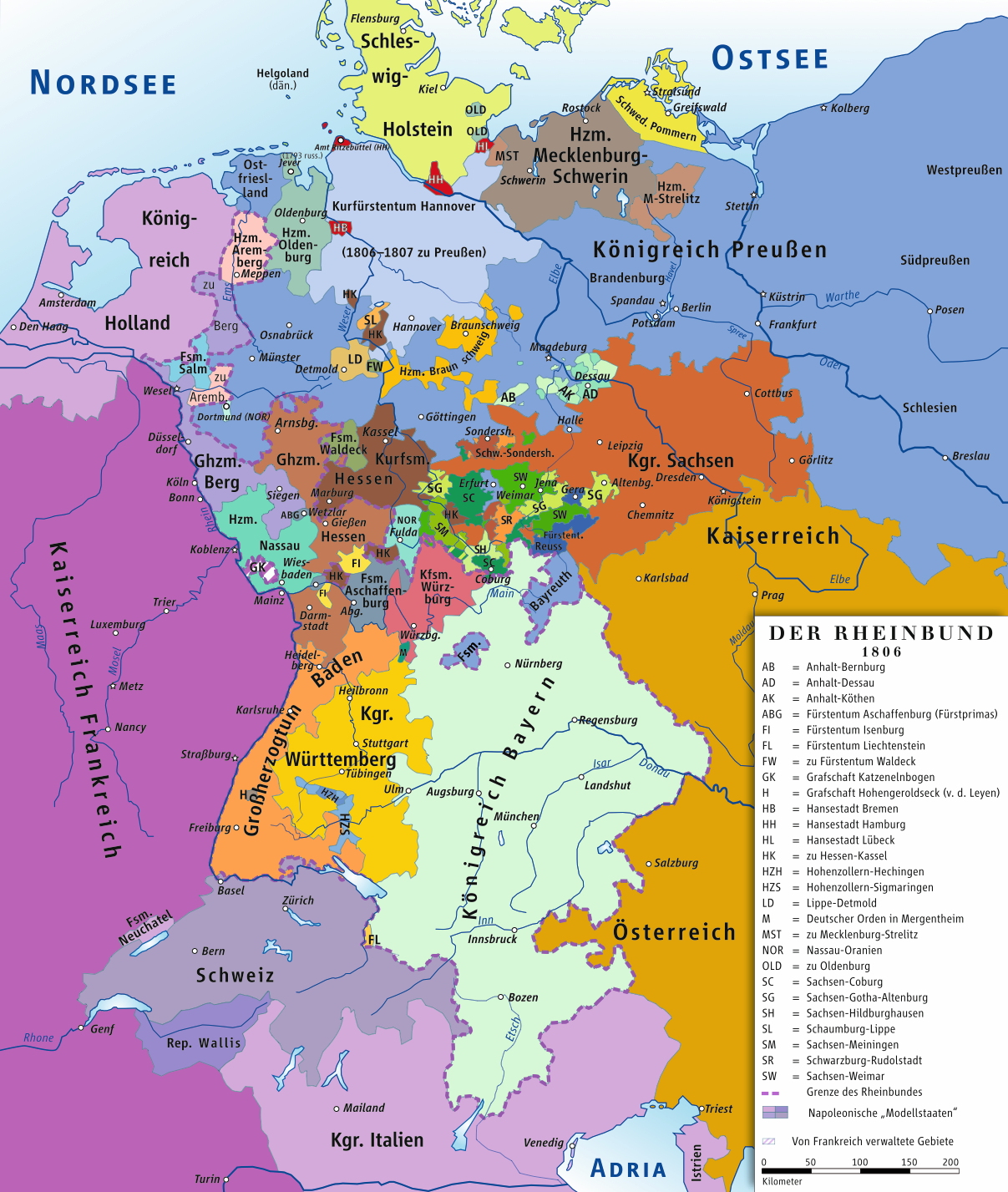
La confédération du Rhin en 1806, avant la guerre contre la Prusse.

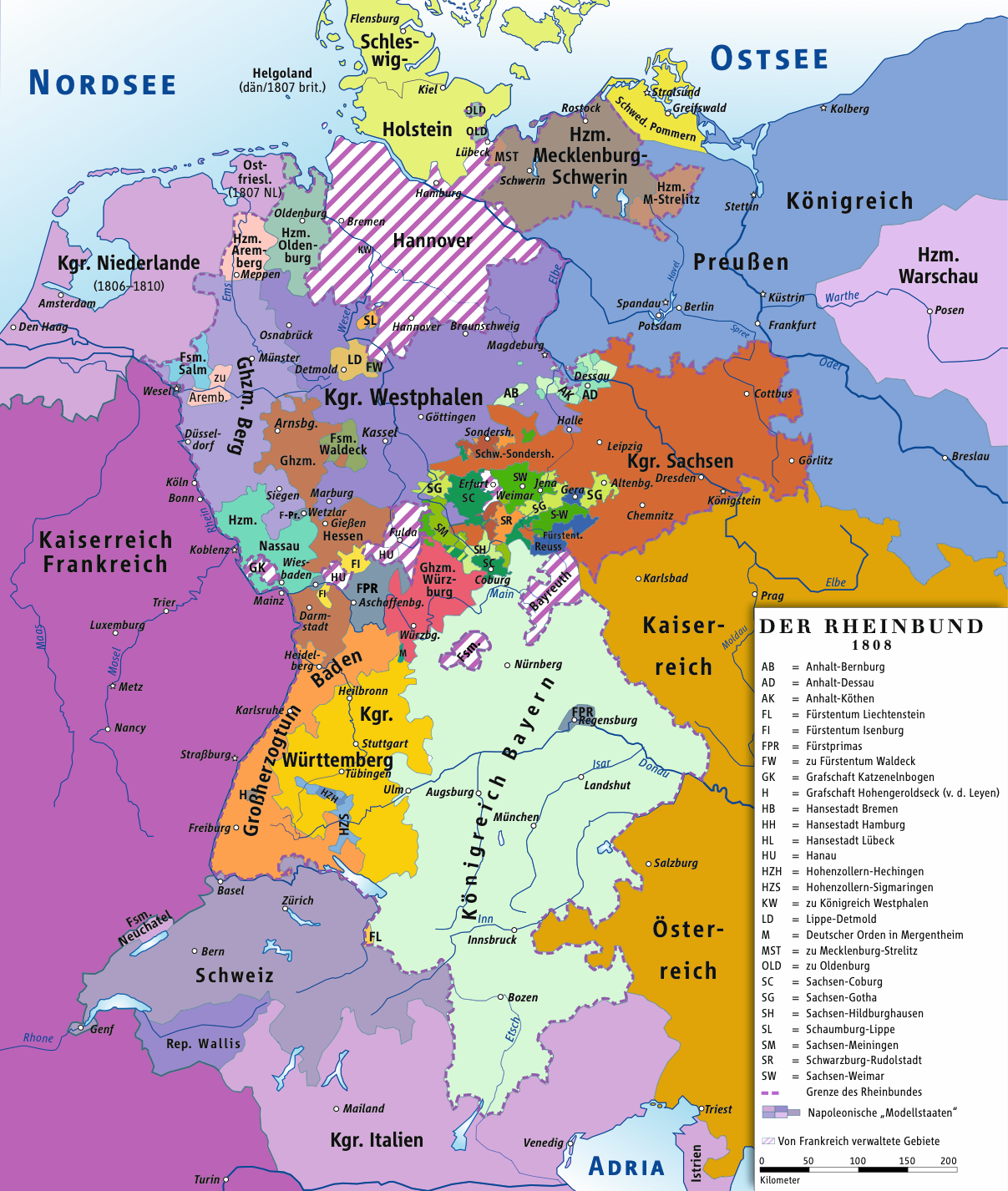
La confédération du Rhin en 1808, avant la guerre contre l'Autriche (expansion maximale).

Entre 1806 et 1810, la confédération du Rhin change de taille, par l'entrée de nombreux États allemands :
- le prince de Wurtzbourg adhère à la Confédération le 25 septembre 1806, juste avant que ne commence la guerre de la quatrième coalition, et devient grand-duc ;
- après la défaite de la Prusse à Iéna et Auerstadt en octobre 1806, ses alliés saxons se soumettent au vainqueur alors que la guerre continue. L'électeur de Saxe adhère à la Confédération le 11 décembre 1806, obtenant le titre royal. Peu de temps après, le 15 décembre 1806, différents petits États de Thuringe adhérent également (les duchés de Saxe-Cobourg, de Saxe-Gotha, de Saxe-Hildburghausen, de Saxe-Meiningen et de Saxe-Weimar) ;
- au printemps 1807, alors que la campagne militaire de printemps de l'armée de Napoléon n'a pas encore commencé en Pologne face aux Russes et au reste de l'armée prussienne, un grand nombre de petits États d'Allemagne centrale se placent sous la protection de l’empereur des Français en adhérant le 18 avril 1807. Ce sont les duchés d'Anhalt-Bernburg, d'Anhalt-Dessau, d'Anhalt-Kothen, et les principautés de Lippe-Detmold, de Reuss-Ebersdorf, de Reuss-Greiz, de Reuss-Lobenstein, de Reuss-Schleiz, de Schaumbourg-Lippe, de Schwarzbourg-Sondernshausen et de Waldeck ;
- après la paix de Tilsit marquant la victoire française contre la Prusse et la Russie, la création du royaume de Westphalie ampute le royaume de Prusse de nombreuses provinces occidentales et marque la disparition d'États dont les princes sont considérés comme ennemis de la France (Hesse-Cassel et Brunswick en particulier). Ce nouveau royaume adhère à la confédération du Rhin le 15 novembre 1807 ;
- an 1808, les derniers États allemands non encore membres de la confédération du Rhin - hors la Prusse et l'Autriche - se placent sous la protection de l'empereur des Français. Les duchés de Mecklembourg-Strelitz (10 février 1808), de Mecklembourg-Schwerin (22 mars 1808) et le duché d'Oldenbourg (14 octobre 1808) complètent le territoire sur la partie nord de l'Allemagne.

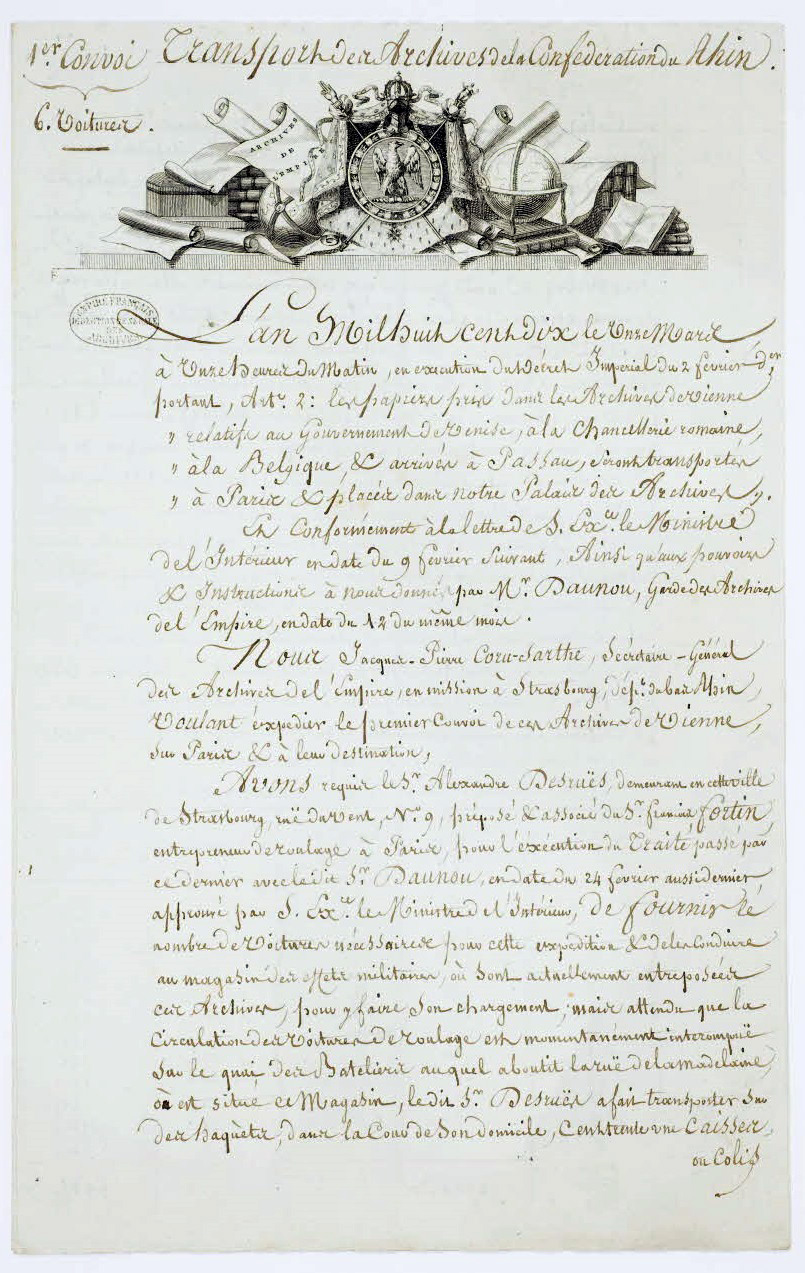
Procès-verbal de la translation des archives de la confédération du Rhin, premier convoi pour les Archives de l’Empire à Paris, 11 mars 1810. Archives nationales de France.

Par ailleurs, des échanges de portions de territoires entre les États membres ainsi que la cession de territoires jusque-là réservés à Napoléon Bonaparte à titre personnel (tels Bayreuth, Fulda et Hanau) remodèlent la carte de la confédération du Rhin. Les principaux échanges concernent d'une part le Hanovre, confisqué à la maison régnante du Royaume-Uni depuis 1803 et occupé par les troupes françaises, qui est cédé au royaume de Westphalie en janvier 1810, et d'autre part la Bavière qui cède le Tyrol du sud au royaume d'Italie et annexe le territoire de Bayreuth en juin 1810.
À la fin de l'année 1810, de grandes régions du Nord-Ouest de l'Allemagne sont incorporées à l'Empire, en même temps que le royaume de Hollande, afin d'améliorer le blocus continental contre l'Angleterre. Le senatus-consulte du 13 décembre 1810 signale que, hormis la Hollande, ce sont les territoires des villes hanséatiques (Hambourg, Brême et Lubeck), du Lauembourg, et des pays situés entre la mer du Nord et une ligne tirée du confluent de la Lippe dans le Rhin, jusqu'à Halteren ; de Halteren à l'Ems, au-dessus de Telget ; de l'Ems au confluent de la Verra dans le Weser, et de Stolzenau sur le Weser, à l'Elbe, au-dessus du confluent de la Steckenitz. Disparaissent ainsi les duchés d'Aremberg, de Salm, d'Oldenbourg, les villes hanséatiques déjà occupées par la France depuis fin 1806, tandis que la Westphalie et le grand-duché de Berg sont amputés d'environ du tiers nord de leurs territoires respectifs.
En 1813, après l'échec de la campagne de Russie, certains des souverains, membres de la Confédération, changent de camp moyennant le maintien de leur statut et de leurs possessions. La confédération du Rhin s'effondre entre octobre et décembre de cette même année.
Le 30 mai 1814, le traité de Paris déclare les États allemands indépendants.
En 1815, le congrès de Vienne redessine la carte politique du continent. La reconfiguration territoriale, particulièrement dans le nord de l'Allemagne, est importante. Les créations napoléoniennes — le royaume de Westphalie, les grands-duchés de Berg, de Würzburg et de Francfort — sont abolies et les États supprimés par Napoléon — notamment l'Hanovre, les duchés de Brunswick, le Hesse-Cassel et l'Oldenbourg — sont recréés. La Prusse regagne le terrain perdu et fait des gains territoriaux importants sur le Rhin, en Westphalie et en Hesse. Le royaume de Saxe, trop longtemps fidèle à Napoléon, perd le tiers de son territoire, de même que le grand-duché de Hesse. Par contre, la plupart des anciens membres de la confédération du Rhin situés au centre et dans le sud de l'Allemagne survivent avec des changements de frontière plus ou moins importants. À l'instar des États qui ont été recréés, ils vont se joindre à la nouvelle Confédération germanique formée sous l'égide de la Prusse et de l'Autriche, la présidence étant réservée — à titre héréditaire — à l'empereur d'Autriche (ex-souverain élu du Saint-Empire romain germanique).

## États membres

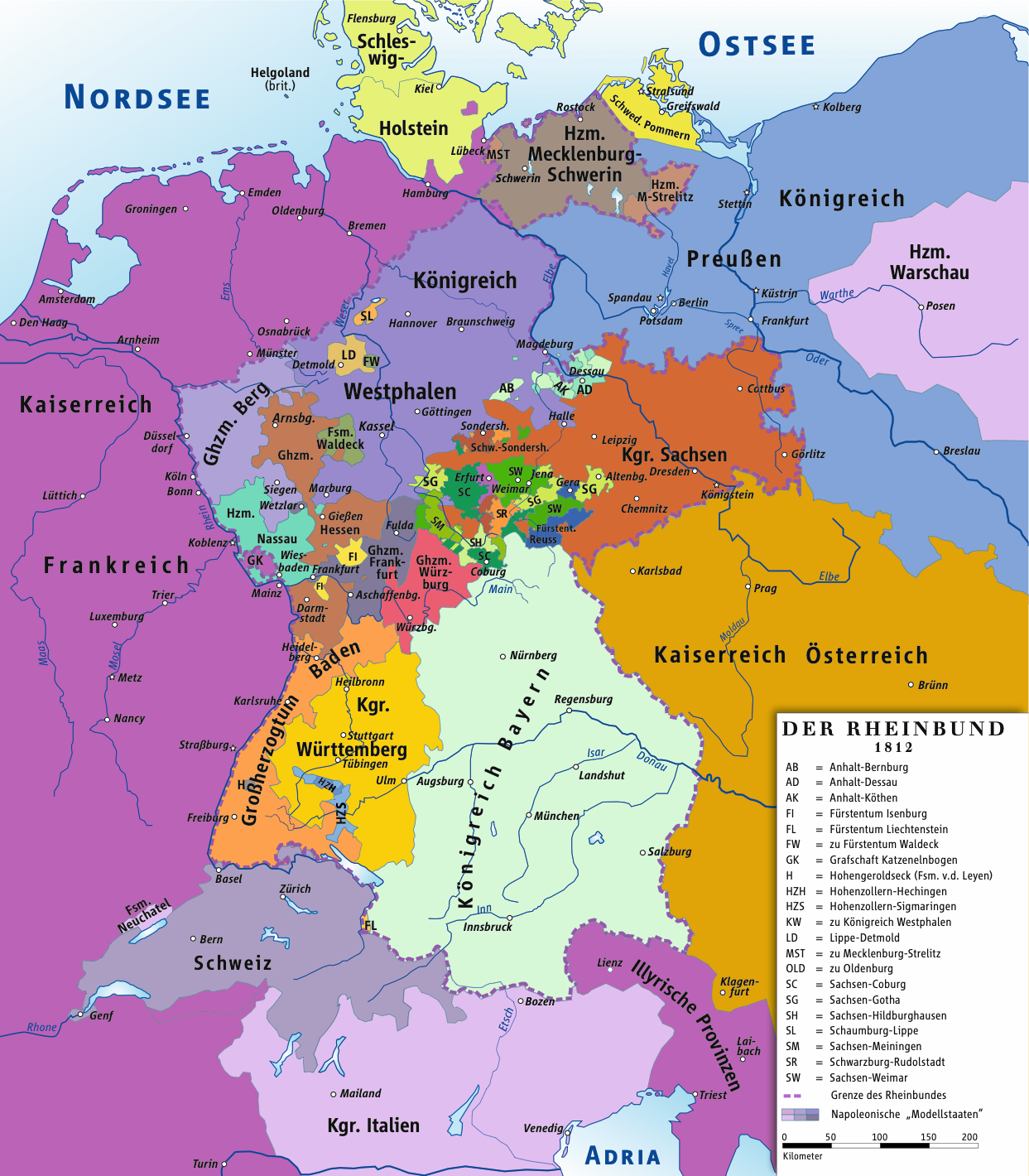
Les États de la Confédération en 1812.

- Royaume de Bavière
- Royaume de Saxe
- Royaume de Westphalie
- Royaume de Wurtemberg
- Grand-duché de Bade
- Grand-duché de Berg
- Grand-duché de Francfort
- Grand-duché de Hesse
- Grand-duché de Wurtzbourg
- Duché d'Anhalt-Bernbourg
- Duché d'Anhalt-Dessau
- Duché d'Anhalt-Köthen
- Duché d'Aremberg
- Duché de Mecklembourg-Schwerin
- Duché de Mecklembourg-Strelitz
- Duché de Nassau
- Duché d'Oldenbourg
- Duché de Saxe-Cobourg-Saalfeld
- Duché de Saxe-Eisenach
- Duché de Saxe-Hildburghausen
- Duché de Saxe-Meiningen
- Duché de Saxe-Weimar
- Grand-duché de Saxe-Weimar-Eisenach
- Principauté d'Anhalt-Bernbourg-Schaumbourg-Hoym
- Principauté d'Aschaffenbourg
- Principauté de Hohenzollern-Hechingen
- Principauté de Hohenzollern-Sigmaringen
- Principauté d'Isembourg
- Principauté de la Leyen
- Principauté de Liechtenstein
- Principauté de Lippe
- Principauté de Ratisbonne
- Principauté de Reuss-Lobenstein (de)
- Principauté de Reuss-Ebersdorf (de)
- Principauté de Reuss-Greiz
- Principauté de Reuss-Schleiz
- Principauté de Schaumbourg-Lippe
- Principauté de Schwarzbourg-Rudolstadt
- Principauté de Schwarzbourg-Sondershausen
- Principauté de Waldeck-Pyrmont